# Necromantia
Necromantia — грецька блек-метал-група, заснована в 1989 році. Тексти пісень групи написані переважно на окультну тематику, а музика має «сире», брудне звучання, характерне для жанру.
Група відома незвичайним для групи у стилі блек-метал набором інструментів. Музиканти використовують дві бас-гітари, одна з яких восьмиструнна, і в більшості композицій не користуються ритм-гітарою. Також у деяких піснях можна почути такі нехарактерні для жанру інструменти, як саксофон та флейта.

## Історія
Гурт був заснований наприкінці 80-х років музикантом Георгом Захарополусом, відомим під псевдонімами The Magus та Magus Wampyr Daoloth. У різні часи Захарополус був учасником таких грецьких метал-груп, як Rotting Christ, Septicflesh, NAOS, Diabolos Rising та Raism. До Георга приєднався басист Baron Blood, який на сьогодні є єдиним постійним членом групи, крім Захарополуса.
У 1993 році гурт випустив свій дебютний альбом Crossing the Fiery Path на лейблі French Osmose Productions. У 1995 році за ним пішов другий альбом — Scarlet Evil Witching Black, а в 1997 mini-CD Ancient Pride. У 2000 році, змінивши лейбл на Black Lotus, гурт випустив альбом «IV: Malice» .

### Склад групи
- The Magus (aka Morbid, Magus Wampyr Daoloth, George Zaharopoulos) — бас-гітара, вокал, клавішні
- Makis (aka Baron Blood) — 8-струнна бас-гітара
- Fotis Benardo — ударні

### Колишні учасники
- Slow Death — бек-вокал
- Yiannis «The Worshipper Of Pan» Papayiannis — саксофон, ударні, клавішні, класична гітара, флейта
- Inferno — синтезатор, піаніно
- Iraklis Yalantzides — клавішні
- Lambros Sfiris — клавішні
- Divad (aka Dave P.) — гітара
- John Fiorentis — гітара
- Nick Adams — ударні
- George Panou — ударні
- Lethe — ударні

## Дискографія
- Promo tape '90 (демо, 1990)
- The Black Arts (спільний, 1992)
- Vampiric Rituals (демо, 1992)
- Black Arts Lead to Everlasting Sins (сумісний із Varathron) (1991)
- Демо (1993)
- Crossing the Fiery Path (1993)
- Scarlet Evil Witching Black (1995)
- From the Past We Summon Thee (EP, 1997)
- Ancient Pride (EP, 1997)
- IV: Malice (2000)
- Covering Evil (12 Years Doing Devil's Work) (2CD, 2001)
- Cults of the Shadow (2CD, 2002) (містить Crossing the Fiery Path та Scarlet Evil Witching Black)
- Necromantia (бокс-сет, 2006, містить Crossing the Fiery Path, Scarlet Evil Witching Black, Ancient Pride та IV: Malice)
- The Sound of Lucifer Storming Heaven (2007)
- People Of The Sea (EP, 2008)
- De Magia Veterum (компіляція, 2009, містить Promo tape '90 та The Black Arts)